# IC 329
IC 329 ist eine Spiralgalaxie vom Hubble-Typ Sa im Sternbild Stier auf der Ekliptik. Sie ist schätzungsweise 315 Millionen Lichtjahre von der Milchstraße entfernt und hat einen Durchmesser von etwa 85.000 Lichtjahren.
Im selben Himmelsareal befinden sich u. a. die Galaxien IC 330 und IC 331.
Das Objekt am 4. Dezember 1891 vom französischen Astronomen Stéphane Javelle entdeckt.